# Samora Correia
Samora Correia es una freguesia portuguesa del concelho de Benavente, con 322,41 km² de superficie y 17 123habitantes (2011). Su densidad de población es de 53,3 hab/km². Es también la freguesia más populosa del concelho.